# Ragnhild Bratberg
Ragnhild Bratberg, född den 9 juni 1961, är en norsk orienterare som blev världsmästarinna i stafett 1987 samt tog VM-silver i stafett 1985 och 1991. Hon tog även silver i stafett vid de nordiska mästerskapen 1982.